# Xanthocryptus spilonotus
Xanthocryptus spilonotus là một loài tò vò trong họ Ichneumonidae.